# Pierre-sur-Haute militære radiostation
Pierre-sur-Haute militære radiostation (fransk: Station hertzienne militaire de Pierre-sur-Haute) er en militær radiostation, beliggende på grænsen mellem kommunen Sauvain i regionen Rhône-Alpes og kommunen Job i regionen Auvergne. Regionsgrænsen passerer gennem den 30 hektar store grund, der bruges af Frankrigs væbnede styrker til kommunikation. Den franske atomslagstyrke (Force de Frappe) kan aktiveres gennem dette relæ.
En civil radiomast er også blevet bygget på lokationen af teleselskabet Télédiffusion de France.
Artiklens indhold om Pierre-sur-Haute militære radiostation har været omgivet af polemik i marts/april 2013, da artiklen på den franske Wikipedia blev slettet på foranledning af en fransk efterretningstjeneste (DCRI).

## Historie
I 1913 blev en semafor (signalmast med bevægelige arme) - kaldet Télégraphe Chappe i Frankrig - bygget hvor den nuværende militære radiostation er placeret. På det tidspunkt var det en lille stenbygning, med semafor på toppen.
I 1961, under Den Kolde Krig anmodede NATO det franske forsvar om at bygge en af de 82 stationer, der udgjorde radiokædenettet i Europa, ACE High-systemet. I dette netværk var Pierre-sur-Haute station, eller FLYZ, et relæ mellem Lachens (FNIZ) stationen mod syd og Mont-Août (FADZ) stationen mod nord.
I 1974 overtog det franske luftvåben (fransk: Armée de l'Air) kontrollen med stationen.
Fra 1981 til 1987 blev ACE HIGH-stationen fuldstændig renoveret.
I dag betjenes Pierre-sur-Haute-stationen stadigvæk af det franske luftvåben og er en del af Lyon - Mont Verdun-flybasen, 80 km fra stationen. Den er en af de fire radiostationer langs Frankrigs nord-syd-akse, i konstant kommunikation med de tre andre: Lacaune, Henrichemont og Rochefort lufthavn. Stationen bruges primært til transmissioner i forbindelse med operationelle enheder. Hvis de franske atomvåben (Force de Frappe) skal anvendes, kan aktiveringen ske gennem dette relæ.

## Infrastruktur
Stationen ligger på en 30 hektar stort område mellem kommunerne Sauvain og Job, placeret over grænsen mellem de to departementer Loire og Puy-de-Dôme. Stationen er omgivet af en høj barriere af træ og metal. Militærpersonel og medarbejdere ankommer via helikopter eller vej. Denne vej er lukket for offentligheden.
Der er to betontårne, omkring 30 meter høje, der har været brugt siden 1991 for radiotransmission og modtagelse. Disse tårne er bygget til at modstå en atomvåbeneksplosion.
Nogle af bygninger anvendes som garager, opholdskvarterer med køkken, spisestue og sovesale. De er bundet sammen af tunneler, nogle 300 meter i total længde, således at personel undgår at skulle gå gennem højt lag sne om vinteren.
Den vigtigste del af anlægget er den underjordiske del, der anvendes til transmissionsforsendelse: ved en hastighed på 2 MB/s, meddelelser fra tårnene bliver analyseret for derefter omdirigeret efter behov. Desuden er denne del af anlægget forsynet med kemiske, biologiske, radiologiske og nukleare forsvar: betonbeskyttelse mod elektromagnetiske impulser ved hjælp af et såkaldt Faradays bur, værelser med overtryk, osv. Anlægget har uafhængig vand- og strømforsyninger.

## Censur af artiklen på den franske Wikipedia
Artiklen om Pierre-sur-Haute militære radiostation blev på den franske Wikipedia slettet i 2013 efter pres og trusler fra den franske efterretningstjeneste DCRI om arrestation af en fransk administrator. Artiklen blev dog efterfølgende gendannet, og blev sidenhen den mest læste artikel på fransk Wikipedia i weekenden 6./7. april 2013, samt oversat til adskillige sprog.